# Du Pont (Géorgie)
Pour les articles homonymes, voir Du Pont.
Du Pont est une ville américaine située dans le comté de Clinch, en Géorgie. Selon le recensement de 2020, sa population est de 134 habitants.